# Ваганово (Тавдинський міський округ)
Вага́ново (рос. Ваганово) — присілок у складі Тавдинського міського округу Свердловської області.
Населення — 49 осіб (2010, 85 у 2002).
Національний склад населення станом на 2002 рік: росіяни — 95 %.